# Баджна
Баджна (англ. Bajna, хинди बाजना, मथुरा) — город и муниципальное управление в индийском округе Матхура штата Уттар-Прадеш.

## Демография
Согласно переписи 2001 года, население Баджны составляло 7031 человек, 54 % из которых — мужчины, а 46 % — женщины. 58 % населения Баджны владеют грамотой, в то время, как средний показатель по всей стране — 59,5 %. Мужская грамотность составляет 65 %, а женская — 35 %. 18 % населения составляю дети младше 6 лет.